# Johan von Schwartzer
Johan Christoffer von Schwartzer, född 27 januari 1729 i Stockholm, död där 16 april 1818, var en svensk militär.
Johan von Schwartzer var son till överstelöjtnant Johan Georg von Schwartzer och Christina Maria Wolff. Han blev volontär vid Cronhjortska regementet 1734, furir där 1746, sergeant 1749 och löjtnant i hessisk tjänst 1750. Schwartzer blev livdrabant 1753, ryttmästare och chef för en jägarkår till häst 1758, major i armén 1759 och 1763 placerad vid Norra skånska kavalleriregementet, där han blev sekundmajor 1772. Han befordrades till överstelöjtnant 1772 och var överste och chef för Nylands och Tavastehus dragonregemente 1772–1776. von Schwartzer blev 1759 riddare av Svärdsorden.